# Posiołok imieni M. Gorkogo
Posiołok imieni M. Gorkogo (ros. Посёлок имени М. Горького) – osiedle w Rosji, w Kraju Krasnodarskim, w rejonie kawkazskim. W 2010 liczyło 2297 mieszkańców.